# Pineda de Mar
Pineda de Mar – miasto i gmina we wschodniej Hiszpanii, w Katalonii, w comarce Maresme. Znajduje się między Calellą a Santa Susanną. Liczy ok. 25,5 tys. mieszkańców (2007). W mieście znajduje się stacja kolejowa Renfe.

## Miasta partnerskie
- Frontignan

| 1900 | 1930 | 1950 | 1970 | 1986   | 2007   |
| ---- | ---- | ---- | ---- | ------ | ------ |
| 1807 | 3275 | 3188 | 7776 | 13,951 | 25,568 |

## Galeria

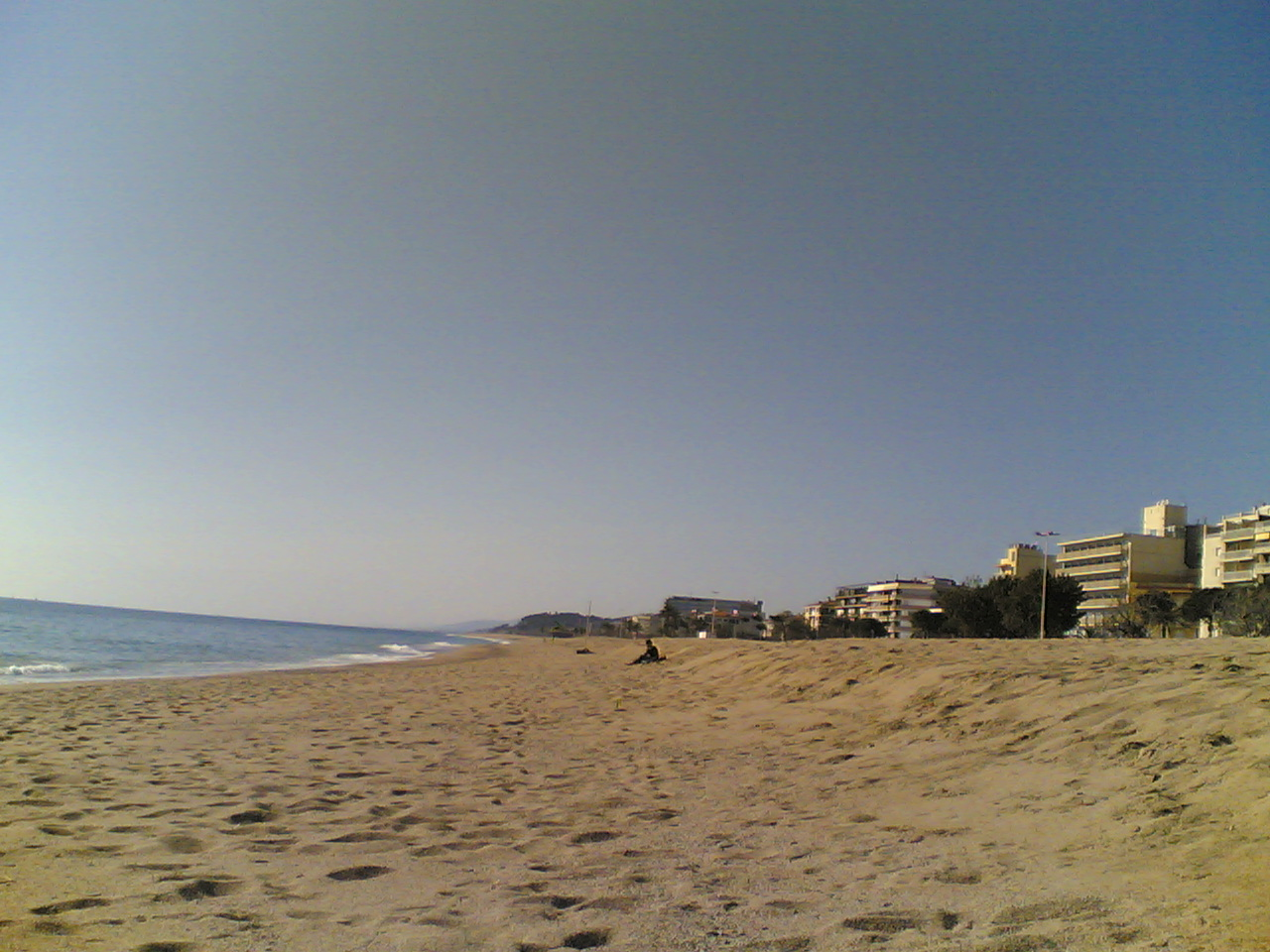
Plaża
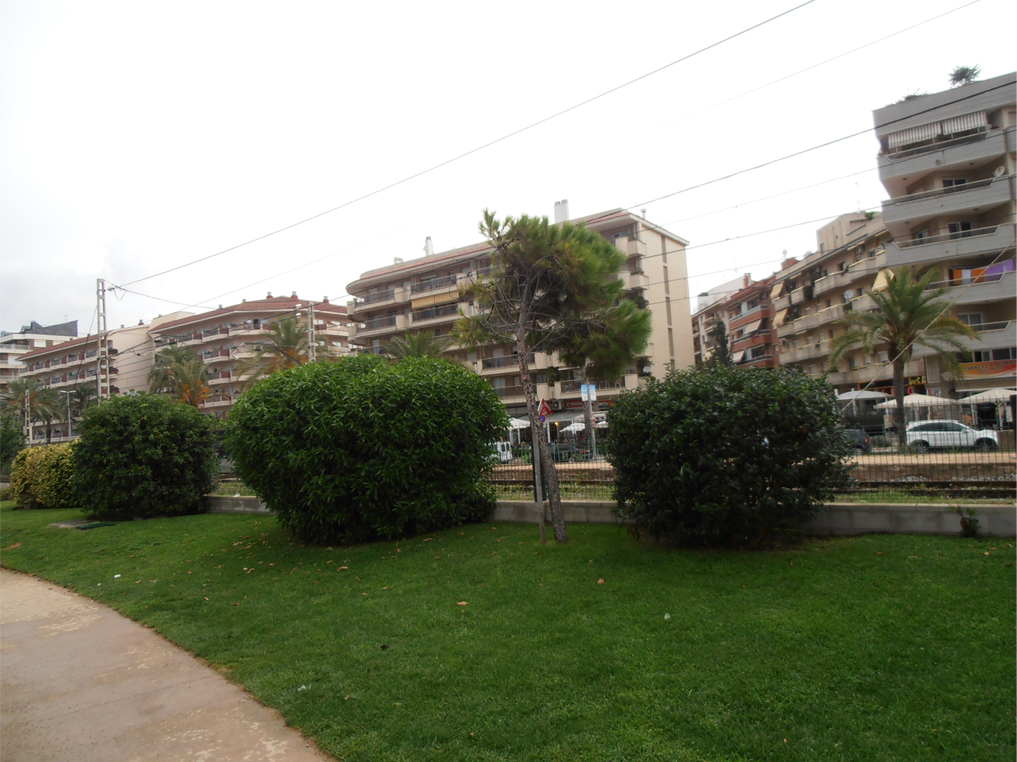
Widok z plaży na miasto
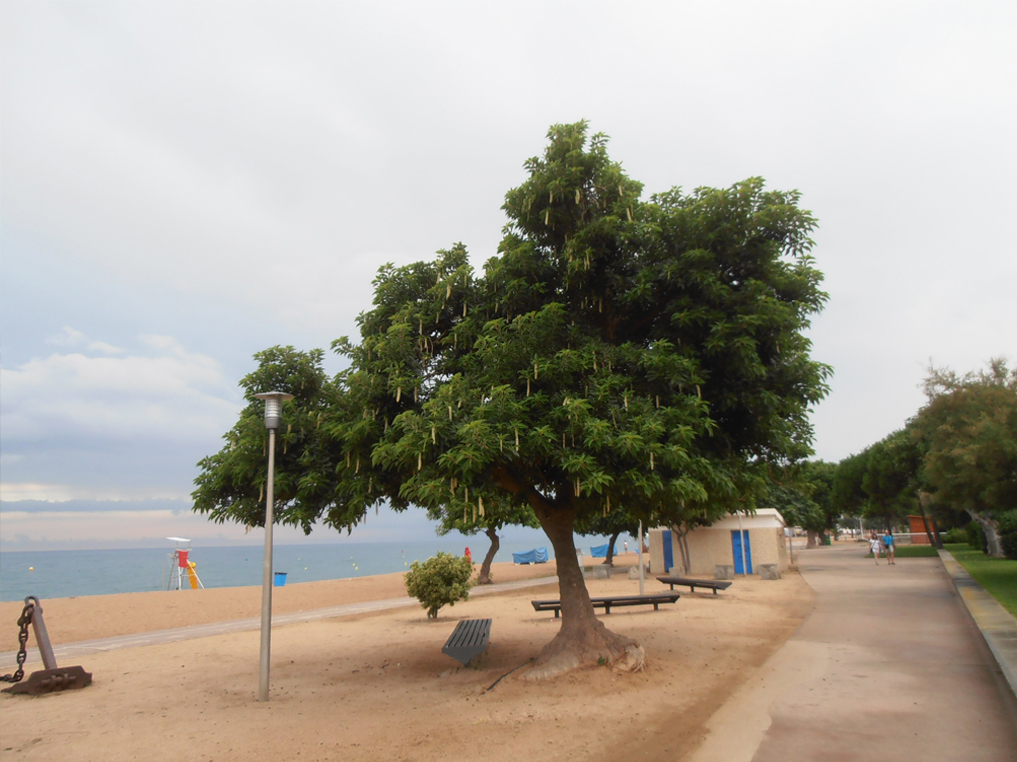
Widok na plażę
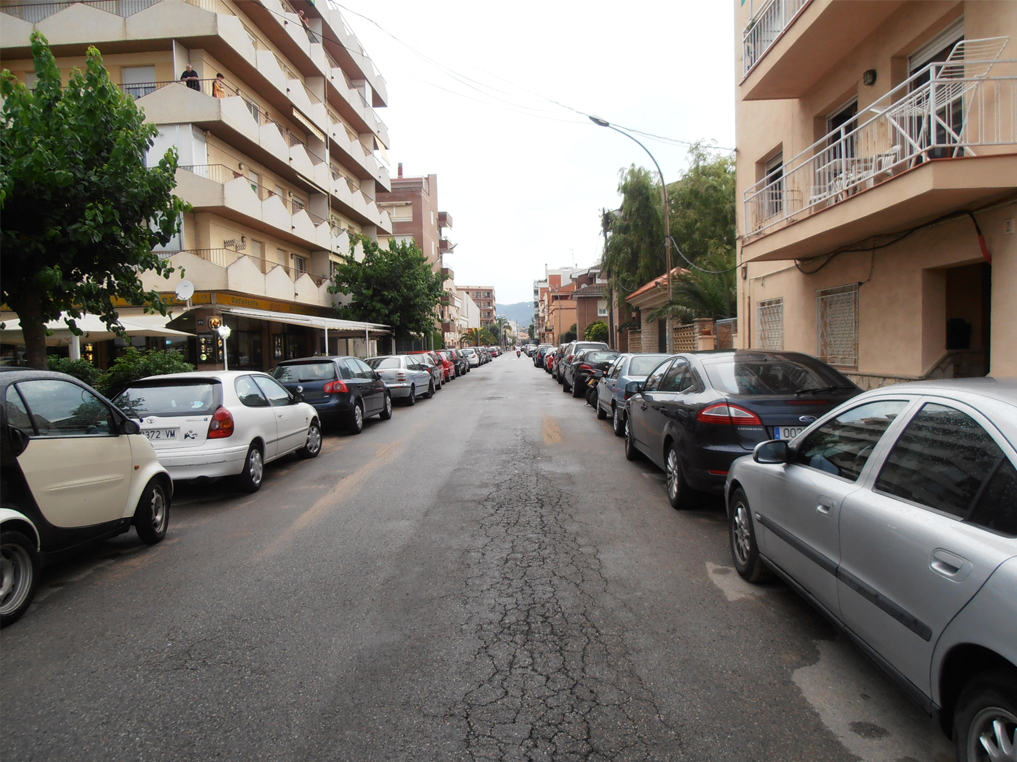
Ulica